# QuickBird
QuickBird est un satellite d'observation de la Terre haute résolution commercial, lancé en 2001 par un lanceur Delta II à partir de la base de Vandenberg en Californie.